# Музыка, использованная в телесериале «Доктор Хаус»
Данный список иллюстрирует музыкальные композиции, которые были использованы в телесериале «Доктор Хаус». Впервые альбом с саундтреками из телесериала был выпущен 18 сентября 2007 года компанией Nettwerk Music Group.

## Официальный саундтрек
В качестве оригинальной музыкальной темы вступительных титров использована композиция «Teardrop», исполненная группой Massive Attack. Во время титров звучит только инструментальное вступление и финал. В финальной серии четвёртого сезона можно услышать слова песни «Teardrop» в исполнении Хосе Гонсалеса.
Для финальных титров была записана инструментальная композиция Йона Эрлиха, Джейсона Дерлатки и Ли Робертса. Начиная со второго сезона используется альтернативная версия этой композиции, авторами которой являются Йон Эрлих и Ли Робертс.
В связи с лицензионными соглашениями за пределами США, в большинстве стран в качестве музыкальной темы вступительных титров используется тема финальных титров или композиция «Teardrop», в исполнении Скота Доналсона и Ричарда Нолана для вступительных и финальных титров.
В издание «House M.D. Original Television Soundtrack», выпущенное звукозаписывающей компанией Nettwerk Records 18 сентября 2007 года, вошли полные версии некоторых композиций, прозвучавших в первых трех сезонах, а также песни «Beautiful» в исполнении Элвиса Костелло и «Dear God» в исполнении Сары МакЛахлан, записанные специально для телесериала.
Также в альбом вошла кавер-версия песни «You Can’t Always Get What You Want» в исполнении группы Band from TV, состоящей из телевизионных актёров Грегори Гранберга («Герои», сыгравшего также Дональда Ньюбергера, мужа женщины, погибшей в автокатастрофе в одной из серий сериала «Доктор Хаус»), Бонни Самервиль («Кашемировая мафия»), Джеймса Дентона («Отчаянные домохозяйки»), Джесси Спенсера (Роберт Чейз) и Хью Лори (Грегори Хаус). В телесериале песня звучит в оригинальном исполнении группы Rolling Stones.
| №   | Название                             | Автор(ы)                                    | Оригинал                                                      | Длительность |
| --- | ------------------------------------ | ------------------------------------------- | ------------------------------------------------------------- | ------------ |
| 1.  | «Teardrop» (Только в США.)           | Massive Attack                              | Роберт Дель Ная, Грант Маршалл, Эндрю Ваулз, Элизабет Фрейзер | 5:31         |
| 2.  | «See The World»                      | Gomez                                       |                                                               | 4:04         |
| 3.  | «Walter Reed»                        | Майкл Пенн                                  |                                                               | 3:41         |
| 4.  | «Beautiful»                          | Элвис Костелло                              | Линда Перри                                                   | 3:51         |
| 5.  | «Dear God»                           | Сара МакЛахлан                              | Энди Партридж                                                 | 3:55         |
| 6.  | «Feelin’ Alright»                    | Джо Кокер                                   | Дейв Мэсон                                                    | 4:14         |
| 7.  | «Waiting On An Angel»                | Бен Харпер                                  |                                                               | 3:55         |
| 8.  | «Got To Be More Careful»             | Jon Cleary & The Absolute Monster Gentlemen |                                                               | 6:42         |
| 9.  | «God, Please Let Me Go Back»         | Josh Rouse Real                             |                                                               | 4:21         |
| 10. | «Are You Alright?»                   | Люсинда Уильямс                             |                                                               | 5:21         |
| 11. | «Good Man»                           | Джош Риттер                                 |                                                               | 4:09         |
| 12. | «You Can’t Always Get What You Want» | Band From TV                                | Rolling Stones                                                | 4:24         |
| 13. | «Teardrop» (За пределами США.)       | Scott Donaldson and Richard Nolan           |                                                               | 5:27         |
| 14. | «Down To The River»                  | The Cadillac Black                          |                                                               | 4:06         |

## Другие композиции, использованные в сериале

### Сезон 1
| №  | #  | Название                                                             | Список композиций                                                                                                   |
| -- | -- | -------------------------------------------------------------------- | --- |
| 1  | 1  | «Pilot» / «Everybody lies» (с англ. — «Пилотная серия» / «Все лгут») | The Rolling Stones — «You Can’t Always Get What You Want»                                                           |
| 2  | 2  | «Paternity» (с англ. — «Отцовство»)                                  | Rickie Lee Jones — «On Saturday Afternoon in 1963»                                                                  |
| 3  | 3  | «Occam’s Razor» (с англ. — «Бритва Оккама»)                          | Three Dog Night — «One»                                                                                             |
| 5  | 5  | «Damned If You Do» (с англ. — «Будь ты проклят, если сделаешь это»)  | Christmas In Dixie — «Rudolph the Red-Nosed Reindeer» «Silent Night» (Хаус играет на пианино)                       |
| 6  | 6  | «The Socratic Method» (с англ. — «Метод Сократа»)                    | «Happy Birthday to You» (Хаус играет на пианино)                                                                    |
| 9  | 9  | «DNR» (с англ. — «Отказ от реанимации»)                              | Jon Cleary — «Got to Be More Careful» Луи Армстронг — «What a Wonderful World» John Henry Giles – Jazz Music        |
| 10 | 10 | «Histories» (с англ. — «Истории»)                                    | The Mutaytor — «On Fire Like This»                                                                                  |
| 11 | 11 | «Detox» (с англ. — «Детоксикация»)                                   | Джо Кокер — «Feelin’ Alright»                                                                                       |
| 12 | 12 | «Sports Medicine» (с англ. — «Спортивная медицина»)                  | Robert L. Wyckoff — «You Better Stop»                                                                               |
| 14 | 14 | «Control» (с англ. — «Контроль»)                                     | The Who — «Baba O’Riley» Benedict Silberman Orchestra And Chorus — «Hava Nagila»                                    |
| 15 | 15 | «Mob Rules» (с англ. — «Законы мафии»)                               | Daniel Moynahan — «Crazy World»                                                                                     |
| 16 | 16 | «Heavy» (с англ. — «Бремя»)                                          | Jon Cleary — «Got to Be More Careful»                                                                               |
| 17 | 17 | «Role Model» (с англ. — «Образец для подражания»)                    | Earlimart — «It’s OK to Think About Ending» «High Hopes» (Хаус играет на пианино)                                   |
| 18 | 18 | «Babies and Bathwater» (с англ. — «Дети и вода в ванне»)             | Grant Lee Buffalo — «Happiness»                                                                                     |
| 20 | 20 | «Love Hurts» (с англ. — «Любовь зла»)                                | Dave Matthews — «Some Devil»                                                                                        |
| 22 | 22 | «Honeymoon» (с англ. — «Медовый месяц»)                              | Windy Wagner — «I call it Love» Blind Willie McTell — «Delia» Rolling Stones — «You Can’t Always Get What You Want» |

### Сезон 2
| №  | #  | Название                                                   | Список композиций |
| -- | -- | ---------------------------------------------------------- | --- |
| 23 | 1  | «Acceptance» (с англ. — «Принятие»)                        | Джеф Бакли — «Hallelujah» |
| 24 | 2  | «Autopsy» (с англ. — «Аутопсия»)                           | Кристина Агилера — «Beautiful» Пуччини — «Nessun dorma» Bird York — «In the Deep» Элвис Костелло — «Beautiful»                                            |
| 25 | 3  | «Humpty Dumpty» (с англ. — «Шалтай-Болтай»)                | Дэмиен Райс — «Delicate» |
| 26 | 4  | «TB Or Not TB» (с англ. — «Туберкулёз или не туберкулёз?») | Леон Расселл — «Stranger In A Strange Land» |
| 27 | 5  | «Daddy’s Boy» (с англ. — «Папенькин сынок»)                | Korn — «Word Up» |
| 28 | 6  | «Spin» (с англ. — «Крутой поворот»)                        | Соломон Бёрк — «None of Us Are Free» |
| 29 | 7  | «Hunting» (с англ. — «Охота»)                              | Goldfrapp — «Crystalline Green» Эймос Ли — «Colors» |
| 31 | 9  | «Deception» (с англ. — «Обман»)                            | The Vince Guaraldi Trio — «Christmas Time Is Here» |
| 33 | 11 | «Need to Know» (с англ. — «Необходимые знания»)            | «Serenade» из мюзикла «The Student Prince» (напевается Хаус)                                                                                              |
| 34 | 12 | «Distractions» (с англ. — «Отвлекающий раздражитель»)      | Gomez — «Get Miles» |
| 35 | 13 | «Skin Deep» (с англ. — «Внешность обманчива»)              | Fluke — «Atom Bomb» Райан Адамс — «Desire» Иоганн Себастьян Бах — «Французская сюита № 5 соль мажор. Аллеманда» (исполняется Хаусом на пианино)           |
| 36 | 14 | «Sex Kills» (с англ. — «Секс убивает»)                     | Тадж Махал & James Cotton — «Honky Tonk Women» |
| 37 | 15 | «Clueless» (с англ. — «Невежество»)                        | Эл Грин — «Love and Happiness» |
| 38 | 16 | «Safe» (с англ. — «Безопасность»)                          | Alexi Murdoch — «Orange Sky» Отис Реддинг — «Pain In My Heart»                                                                                            |
| 39 | 17 | «All In» (с англ. — «Ва-банк»)                             | Дайана Кролл — «Deed I Do» Оскар Питерсон — «Hymn To Freedom» (исполняется Хаусом на пианино)                                                             |
| 41 | 19 | «House vs. God» (с англ. — «Хаус против Бога»)             | Ladysmith Black Mambazo — «Oh Happy Day» «What a Friend We Have in Jesus» (исполняется Хаусом на пианино) Sister Rosetta Tharpe — «My Journey to the Sky» |
| 43 | 21 | «Euphoria, Part 2» (с англ. — «Эйфория. Часть 2»)          | Marc Cohn — «One Safe Place» |
| 44 | 22 | «Forever» (с англ. — «Навечно»)                            | The American Boychoir — «Over Yonder» |

### Сезон 3
| №  | #  | Название                                                           | Список композиций |
| -- | -- | ------------------------------------------------------------------ | --- |
| 47 | 1  | «Meaning» (с англ. — «Смысл»)                                      | Gorillaz — «Feel Good Inc.» The Rolling Stones — «You Can’t Always Get What You Want» |
| 48 | 2  | «Cane and Able» (с англ. — «Каин и Авель»)                         | Джон Мейер — «Gravity» |
| 49 | 3  | «Informed Consent» (с англ. — «Официальное согласие»)              | Иоганн Бах — «Prelude Suite #1 in G major» (исполняется «Yo-Yo Ma») Mazzy Star — «Into Dust» |
| 50 | 4  | «Lines in the Sand» (с англ. — «Линии на песке»)                   | Бен Харпер — «Waiting on an Angel» |
| 51 | 5  | «Fools for Love» (с англ. — «Любовь зла»)                          | Майкл Пенн — «Walter Reed» |
| 56 | 10 | «Merry Little Christmas» (с англ. — «Крошечное весёлое Рождество») | Луи Армстронг — «Zat You, Santa Claus?» Элла Фицджеральд — «Have Yourself a Merry Little Christmas» |
| 57 | 11 | «Words and Deeds» (с англ. — «Слова и дела»)                       | Донован — «Season of the Witch» |
| 58 | 12 | «One Day, One Room» (с англ. — «Один день — одна комната»)         | Эдди Харрис — «Listen Here» Демьен Райс — «Grey Room» |
| 59 | 13 | «Needle in a Haystack» (с англ. — «Иголка в стоге сена»)           | Zero 7 — «In the Waiting Line» |
| 60 | 14 | «Insensitive» (с англ. — «Бесчувственность»)                       | Lizz Wright — «Hit the Ground» |
| 61 | 15 | «Half Wit» (с англ. — «Недоумок»)                                  | Бетховен — «Соната для фортепиано № 21 до мажор, op. 53 („Вальдштейновская“): Allegro Con Brio» (звучит в концертном зале) Boomtown Rats — «I Don’t Like Mondays» (исполняется Хаусом и Патриком) Жорж Бизе — «Симфония до мажор: Allegro Vivace» Бетховен «Соната для фортепиано № 21 до мажор, op. 53 („Вальдштейновская“): Rondo (Allegretto moderato, Prestissimo)» (исполняется Патриком на ноге) Джо Пёрди — «Rainy Day Lament» Скотт Джоплин — «The Entertainer» (исполняется Хаусом и Патриком) Gomez — «See the World» |
| 62 | 16 | «Top Secret» (с англ. — «Совершенно секретно»)                     | KC and the Sunshine Band — «Get Down Tonight» Wolfmother — «Dimension» Франц Шуберт — «Piano Quintet in A major, Op. 114, D667: Forellen» Кёртис Мэйфилд — «Superfly» |
| 63 | 17 | «Fetal Position» (с англ. — «Положение плода»)                     | The Replacements — «Bastards of Young» Люсинда Уильямс — «Are You Alright» |
| 64 | 18 | «Airborne» (с англ. — «В воздухе»)                                 | A Fine Frenzy — «Hope for the Hopeless» |
| 66 | 20 | «House Training» (с англ. — «Воспитание щенков»)                   | Мэттью Райан — «Follow the Leader» |
| 67 | 21 | «Family» (с англ. — «Семья»)                                       | AC/DC — «Highway To Hell» Бретт Деннен — «Ain’t No Reason» |
| 68 | 22 | «Resignation» (с англ. — «Увольнение»)                             | Otis Rush — «Whole Lotta Lovin'» |
| 69 | 23 | «The Jerk» (с англ. — «Гадёныш»)                                   | Iron Butterfly — «In-A-Gadda-Da-Vida» |
| 70 | 24 | «Human Error» (с англ. — «Человеческий фактор»)                    | The Commodores — «Slippery When Wet» Рэмси Льюис — «Since I Fell For You» Josh Ritter — «Good Man» |

### Сезон 4
| №  | #  | Название                                                     | Список композиций |
| -- | -- | ------------------------------------------------------------ | --- |
| 73 | 3  | «97 Seconds» (с англ. — «97 секунд»)                         | Hot Hot Heat — «Let Me In» Аланис Мориссетт — «Not As We» |
| 74 | 4  | «Guardian Angels» (с англ. — «Ангелы-хранители»)             | DJ Harry — «All My Life» |
| 75 | 5  | «Mirror, Mirror» (с англ. — «Зеркало, Зеркало»)              | The White Stripes — «We’re Going To Be Friends» |
| 76 | 6  | «Whatever It Takes» (с англ. — «Готовы на всё»)              | My Morning Jacket — «One Big Holiday» Lizz Wright — I Idolize You |
| 77 | 7  | «Ugly» (с англ. — «Урод»)                                    | The Verve — «Slide Away» Joseph Arthur — My Home is Your Head |
| 79 | 9  | «Games» (с англ. — «Игры»)                                   | Norman Greenbaum — «Spirit In The Sky» Alan Milman Sect + Man-Ka-Zam — «Nicotine Caffeine» Pussy Galore — «Kicked Out» |
| 80 | 10 | «It’s A Wonderful Lie» (с англ. — «Чудесная ложь»)           | Фрэнк Синатра — «Hark! The Herald Angels Sing» Felix Gross — «Love For Christmas» Instrumental — «Joy To The World» Instrumental — «The Twelve Days of Christmas» Джимми Батлер — «Trim Your Tree» The Fab Four — «The Little Drummer Boy» Roy Hargrove — «God Rest Ye Merry, Gentlemen» Ramsey Lewis Trio — «God Rest Ye Merry, Gentlemen» The Staple Singers — «Who Took The Merry Out of Christmas» Ramsey Lewis Trio — «Santa Claus is Coming To Town» |
| 81 | 11 | «Frozen» (с англ. — «Во льдах»)                              | Civil Twilight — «Human» Mungal & Nitin Sahwney — «Awake» Marvin Gaye — «Let’s Get It On» |
| 82 | 12 | «Don’t Ever Change» (с англ. — «Никогда не меняйся»)         | Richard Kaplan — «Niggun of the Alter Rebbe» Музыканты с праздника — Od Yishama Waldeck — «Jerry Weintraub» Accentus Ensemble — «Nani, Nani» The Rolling Stones — «Waiting on a Friend» |
| 83 | 13 | «No More Mr. Nice Guy» (с англ. — «Прощайте, мистер Добряк») | Kristen Mari — «I Want It» Sly & The Family Stone — Everyday People Bread — «Baby, I’m-a Want You» The Supremes — «You Keep Me Hanging On» |
| 84 | 14 | «Living the Dream» (с англ. — «Воплощающая мечты»)           | The Beta Band — «Needles in My Eyes» |
| 85 | 15 | «House’s Head» (с англ. — «Голова Хауса»)                    | U A Freak (Nasty Girl) — «Chingy» !!! Chik Chik Chik — «There’s no Fucking Rules, Dude» |
| 86 | 16 | «Wilson’s Heart» (с англ. — «Сердце Уилсона»)                | Jose Gonzalez — «Teardrop» Bon Iver — «Stacks» People In Planes — «Light For The Deadvine» Iron & Wine — «Passing Afternoon» |

### Сезон 5
| №   | #  | Название                                                | Список композиций |
| --- | -- | ------------------------------------------------------- | --- |
| 88  | 2  | «Not Cancer» (с англ. — «Не рак»)                       | The Crystal Method — «Vice» Dave Matthews Band — «You Might Die Trying» |
| 89  | 3  | «Adverse Events» (с англ. — «Осложнения»)               | Kaki King — «First Brain» Рэй Чарльз — «Drown in my own tears» (Хаус играет на гитаре) |
| 90  | 4  | «Birthmarks» (с англ. — «Родовые травмы»)               | Hanson — «MMMBop» (Мелодия на телефоне Хауса) |
| 91  | 5  | «Lucky Thirteen» (с англ. — «Везучая Тринадцатая»)      | The Kills — «Cheap and Cheerful» Joseph Arthur — «Could We Survive» Энни Леннокс — «Dark Road» |
| 92  | 6  | «Joy» (с англ. — «Радость»)                             | Даниэль Лануа — «Fire» |
| 93  | 7  | «The Itch» (с англ. — «Зуд»)                            | Big Star — «I’m in Love With a Girl» |
| 94  | 8  | «Emancipation» (с англ. — «Без опеки»)                  | Alexi Murdoch — «Through the Dark» |
| 95  | 9  | «Last Resort» (с англ. — «Крайний шаг»)                 | Yppah — «It’s Not The Same» Clark — «Herzog» Four Tet — «Glue of the World» The Dead Texan — «A Chroniclel of Early Failures — Part 1» Bonobo — «Between The Lines (Instrumental)»                                                                           |
| 96  | 10 | «Let Them Eat Cake» (с англ. — «Пусть едят торт»)       | Гарри Нилссон — «Coconut» |
| 97  | 11 | «Joy to the World» (с англ. — «Радость миру»)           | «Joy To the World» (Instrumental) «The Christmas Song» (Original from TVShow) Bobby Helms — «Jingle Bell Rock» A Fine Frenzy — «Whisper» Гевин ДеГро — «The Christmas Song»                                                                                  |
| 98  | 12 | «Painless» (с англ. — «Без боли»)                       | Ray LaMontagne — «I Still Care For you» |
| 99  | 13 | «Big Baby» (с англ. — «Большой ребёнок»)                | Cory Chisel и The Wandering Sons — «On My Side» |
| 100 | 14 | «The Greater Good» (с англ. — «Высшее благо»)           | Джошуа Радин — «Brand New Day» |
| 101 | 15 | «Unfaithful» (с англ. — «Неверующий»)                   | Doves — «Firesuite» «Cuddy’s Serenade» (Хаус играет на пианино) |
| 102 | 16 | «The Softer Side» (с англ. — «Лучшая сторона»)          | Soul Coughing — «$300» Galactic — «Bobski 2000» |
| 103 | 17 | «The Social Contract» (с англ. — «Социальный контракт») | Hanson — «MMMBop» (Мелодия на телефоне Хауса) Badly Drawn Boy — «The Shining» |
| 104 | 18 | «Here Kitty» (с англ. — «Сюда, Киска»)                  | Теодор Энтони Ньюджент — «Stranglehold» «I Cain’t Say No» (Хаус напевает) Стив Уинвуд — «I’m Not Drowning» |
| 105 | 19 | «Locked In» (с англ. — «Взаперти»)                      | Mos Def — «Life In Marvelous Times» |
| 106 | 20 | «Simple Explanation» (с англ. — «Простое объяснение»)   | Пит Йорн — «Lose You» |
| 107 | 21 | «Saviors» (с англ. — «Спасители»»)                      | Woody Guthrie — «This Land Is Your Land» Рэй Чарльз — «Georgia On My Mind» (Хаус играет на пианино и гармошке) |
| 108 | 22 | «House Divided» (с англ. — «Хаус разделенный»)          | Public Enemy — «Fight the Power» Vibrolux — «Spread Your Love» Ramsey Lewis и Mr. Scruff — «Do What You Wanna» Jada — «American Cowboy» Bumblebeez 81 — «Pink Fairy Floss»                                                                                   |
| 109 | 23 | «Under My Skin» (с англ. — «У меня под кожей»)          | Филип Гласс — «String Quartet No. 2 (Company Movement II)» «Yankee Doodle Dandy» (Эмбер играет на укулеле) M. Ward — «Never Had Nobody Like You» «Enjoy Yourself» (Эмбер напевает Хаусу) Hanson — «MMMBop» (Мелодия на телефоне Хауса) Dawn Landes — «Drive» |
| 110 | 24 | «Both Sides Now» (с англ. — «Обе половинки вместе»)     | Джуди Гарленд — «The Trolley Song» (в исполнении Хауса) The Doobie Brothers — «China Grove» Vitamin String Quartet — «As Tears Go By» The Rolling Stones — «As Tears Go By»                                                                                  |

### Сезон 6
| №       | #   | Название                                               | Список композиций |
| ------- | --- | ------------------------------------------------------ | --- |
| 111 112 | 1 2 | «Broken» (с англ. — «Сломленный»)                      | Elbow — «Grounds for Divorce» Radiohead — «No Surprises» Billy Moon, Sharkey & Zooks from the Spark — «Little Cabin Song» Шуман — «Kinderszenen Op. 15» (Лидия играет на пианино) Iron & Wine — «Love Vigilantes» Бетховен — «Allegro Con Brio» (в исполнении Хауса) Stanton Moore — «Poison Pushy» James Hunter — «No Smoke Without Fire» Шуберт — «Impromptu #3 in B flat» (в исполнении Лидии) «For He Is An Englishman» В исполнении Хауса Cass McCombs — «Harmonia» Big Strides — «I Do Not Fear Jazz» Sly & The Family Stone — «Life» Brad Mehldau Trio — «No Moon At All» Oscar Peterson Trio — «Night Train» Коул Портер — «I Love Paris» Коул Портер — «Every Time We Say Goodbye» Шуман — «Kinderszenen, Op. 15» (в исполнении Хауса) Los del Rio — «Macarena River Remix» Моцарт — «The Magic Flute» (Мелодия из музыкальной шкатулки Энни) Иоганн Себастьян Бах — «Сюита № 1 соль мажор» (Энни исполняет на виолончели) The Frames — «Seven Day Mile» |
| 114     | 4   | «The Tyrant» (с англ. — «Тиран»)                       | «You Always Hurt The One You Love» (в исполнении Хауса) |
| 115     | 5   | «Instant Karma» (с англ. — «Карма в действии»)         | Fanfarlo — «Fire Escape» Ray LaMontagne — «Sarah» |
| 116     | 6   | «Brave Heart» (с англ. — «Храброе сердце»)             | Ben Harper — «Faithfully Remain» |
| 117     | 7   | «Known Unknowns» (с англ. — «Известные неизвестные»)   | Metric — «Stadium Love» Metallica — «Fuel» Men Without Hats — «Safety Dance» Синди Лопер — «Time After Time» |
| 118     | 8   | «Teamwork» (с англ. — «Командная игра»)                | Jets Overhead — «Where Did You Go» |
| 119     | 9   | «Ignorance Is Bliss» (с англ. — «Счастье в неведении») | Yppah — «It's Not the Same» Джо Саут — «Games People Play» Original from TVShow — «End it All (Enditol)» |
| 120     | 10  | «Wilson» (с англ. — «Уилсон»)                          | George Michael — «Faith» (Хаус поет, играя на гитаре) A.A. Bondy — «A Slow Parade» |
| 121     | 11  | «The Down Low» (с англ. — «Под прикрытием»)            | Дин Мартин — «Sway» Funkadelic — «Maggot Brain» «One» (В исполнении Уилсона) Original Broadway Cast recording of — «One» |
| 122     | 12  | «Remorse» (с англ. — «Раскаяние»)                      | Фиона Эппл — «Why Try To Change Me Now» |
| 123     | 13  | «Moving the Chains» (с англ. — «На новый рубеж»)       | The Teddybear — «Rocket Scientist» |
| 124     | 14  | «5 to 9» (с англ. — «С пяти до девяти»)                | The Pretenders — «Break Up The Concrete» Eric Bibb — «Shine On» |
| 125     | 15  | «Private Lives» (с англ. — «Частная жизнь»)            | Нора Джонс — «Chasing Pirates» The Dynamites — «What’s It Gonna Be» JJ Grey & Mofro — «The Sun Is Shining Down» Mofro — «Lochloosa» |
| 126     | 16  | «Black Hole» (с англ. — «Чёрная дыра»)                 | Procol Harum — «A Whiter Shade of Pale» (первые несколько тактов вступления — в исполнении Хью Лори на органе Hammond B3) |
| 127     | 17  | «Lockdown» (с англ. — «Изоляция»)                      | Alberto Turco and Nova Schola Gregoriana — «Intoitus: Adorate Deum» Medeski, Scofield, Martin & Wood — «Tootie Ma Is A Big Fine Thing» Medeski, Scofield, Martin & Wood — «Tequila And Chocolate» The Derek Trucks Band — «Volunteered Slavery» «Чёрные глаза» (Русская цыганская на гитаре) Элвис Костелло — «Alison» Билли Брэгг and Wilco, Natalie Merchant — «Birds And Ships» Mabel Mercer — «Once In A Blue Moon» |
| 128     | 18  | «Knight Fall» (с англ. — «Павший рыцарь»)              | «Pastime with Good Company» (в исполнении Хью Лори) Richard and Linda Thompson — «Just The Motion» |
| 129     | 19  | «Open and Shut» (с англ. — «Открыть и закрыть»)        | Jude — «The Way That You Want Me» |
| 130     | 20  | «The Choice» (с англ. — «Выбор»)                       | «Midnight Train To Georgia» (Караоке в исполнении Хауса, Формана и Чейза) |
| 131     | 21  | «Baggage» (с англ. — «Багаж»)                          | Shuggie Otis — «Me and My Woman» Steve Harley and Cockney Rebel — «Make Me Smile (Come Up and See Me)» Бадди Гай и Junior Wells — «In The Wee Hours» |

### Сезон 7
| №   | #  | Название                                                            | Список композиций |
| --- | -- | ------------------------------------------------------------------- | --- |
| 133 | 1  | «Now What?» (с англ. — «Что теперь?»)                               | Мэйси Грэй — «Help me» Joe Purdy — «Good Days» |
| 134 | 2  | «Selfish» (с англ. — «Эгоист»)                                      | AM/FM — «!!! Chk Chik Chick» |
| 135 | 3  | «Unwritten» (с англ. — «Неизданное»)                                | The Black Angels — «Telephone» Trentemoller — «Silver Surfer, Ghost Rider Go!!!»                                                                                             |
| 136 | 4  | «Massage Therapy» (с англ. — «Массажная терапия»)                   | Jonny Kaplan and the Lazy Stars — «Ride Free» Doug Paisley — «End of the Day»                                                                                                |
| 137 | 5  | «Unplanned Parenthood» (с англ. — «Незапланированное родительство») | Bill Callahan — «Night» |
| 138 | 6  | «Office Politics» (с англ. — «Офисная политика»)                    | White Denim — «I Start To Run» |
| 139 | 7  | «A Pox on Our House» (с англ. — «Оспа в нашем доме»)                | The Black Ryder — «All That We See» |
| 140 | 8  | «Small Sacrifices» (с англ. — «Маленькие жертвы»)                   | V V Brown — «Shark In The Water» Тони Брэкстон — «You Mean The World To Me» Ohio Players — «Love Rollercoaster» Jude — «I Know»                                              |
| 141 | 9  | «Larger than life» (с англ. — «Больше, чем жизнь»)                  | Егор Дячков и Жан Солнье — «Sonata for Violoncello and Piano in E Minor» Jonathan Carney & Royal Philharmonic Orchestra — «Air On the G String» The National — «Start A War» |
| 142 | 10 | «Carrot or Stick» (с англ. — «Кнут или пряник»)                     | LCD Soundsystem — «No Love Lost» Crowded House — «Falling Dove» |
| 143 | 11 | «Family Practice» (с англ. — «Семейный врач»)                       | The Chordettes — «Mr. Sandman» Mason Jennings — «The Light» |
| 144 | 12 | «You Must Remember This» (с англ. — «Ты должен это помнить»)        | The Constellations — «Felicia» Wilco — «How to Fight Loneliness» |
| 145 | 13 | «Two Stories» (с англ. — «Две истории»)                             | Каунт Бэйси — «Cute» |
| 146 | 14 | «Recession Proof» (с англ. — «Несмотря ни на что»)                  | The Prodigy — «Stand Up» Damien Jurado — «Everything Trying» Fyfe Dangerfield — «Barricades»                                                                                 |
| 147 | 15 | «Bombshells» (с англ. — «Гром среди ясного неба»)                   | Хью Лори — «Get Happy» Хью Лори и Лиза Эдельштейн — «Get Happy» |
| 148 | 16 | «Out of the Chute» (с англ. — «Полный отрыв»)                       | Black Lab — «This Night» The Music — «Take The Long Road And Walk It» Эдвард Григ — «In the Hall of the Mountain King» Peter Gabriel — «My Body Is a Cage»                   |
| 149 | 17 | «Fall From Grace» (с англ. — «Грехопадение»)                        | The Binges — «Motorcycle Song» |
| 152 | 20 | «Changes» (с англ. — «Перемены»)                                    | The Limetree Warehouse — «On The Line» Spoon — «Got Nuffin» |

### Сезон 8
| №   | #  | Название                                             | Список композиций |
| --- | -- | ---------------------------------------------------- | --- |
| 157 | 2  | «Transplant» (с англ. — «Трансплантат»)              | Fink — «Yesterday Was Hard on All Of Us»                                                                                      |
| 159 | 4  | «Risky Business» (с англ. — «Рисковое дело»)         | Кэт Стивенс — «Morning Has Broken»                                                                                            |
| 164 | 9  | «Better Half» (с англ. — «Лучшая половина»)          | Scars on 45 — «Burn the House Down»                                                                                           |
| 165 | 10 | «Runaways» (с англ. — «Беглецы»)                     | Foy Vance — «Be The Song» |
| 167 | 12 | «Chase» (с англ. — «Чейз»)                           | Ben Howard — «Promise» |
| 172 | 17 | «We Need the Eggs» (с англ. — «Нужно быть мужиками») | Сонни и Шер — «I Got You Babe»                                                                                                |
| 173 | 18 | «Body and Soul» (с англ. — «Тело и душа»)            | Wilco — «Black Moon» |
| 174 | 19 | «The C Word» (с англ. — «Слово на букву „Р“»)        | Journey — «Any Way You Want It»                                                                                               |
| 175 | 20 | «Post Mortem» (с англ. — «Посмертно»)                | Gareth Dunlop — «Trick of the Moonlight» Georgia Steamroller — «Radar Love» (Golden Earing cover) Motörhead — «Ace of Spades» |
| 177 | 22 | «Everybody Dies» (с англ. — «Все умирают»)           | Motopony — «Euphoria» Warren Zevon — Keep Me In Your Heart Louis Prima — Enjoy Yourself                                       |